# إسلاملو (أشنوية)
إسلاملو هي قرية في مقاطعة أشنوية، إيران. يقدر عدد سكانها بـ 514 نسمة بحسب إحصاء 2016.